# الحرية الدينية في الجزائر
الحرية الدينية في الجزائر، مضمونة بموجب الدستور الجزائري، حيث جاء في المادة 2 من دستور الجزائر أن الإسلام هو دين الدولة ولكنه يضيف في المادة 36 من نفس الدستور "حرية العقيدة والرأي مضمونة "، كما أنه يساوي بين مواطني الدولة حيث تقول المادة 29 من الدستور"كل المواطنين سواسية أمام القانون، ولا يمكن أن يُتذرع بأي تمييز يعود سببه إلى المولد، أو العرق، أو الجنس، أو الرأي، أو أي شرط أو ظرف آخر، شخصي أو اجتماعي."
عمليا، تحترم الحكومة الجزائرية هذه المبادئ القانونية مع بعض الاستثنائات المحدودة.
. وتتبع سياسة الأمر الواقع في التسامح بالسماح في حالات معينة للمجموعات الغير مسلمة بأداء شعائرها الدينية في العاصمة الجزائر بشكل مفتوح أمام العامة
وبشكل عام تقوم الجاليات المسيحية واليهودية بأداء طقوسها الدينية دون تدخل من الحكومة ولا يعترف القانون في الجزائر بزواج مسلمة من غير مسلم غير أنها تعترف بزواج رجل مسلم بغير مسلمة وبموجب القانون فإن الأبناء على دين أبائهم حتى ولو ولدوا خارج الجزائر أو في بلاد غير مسلمة.
الدين في الجزائر ليس منفصلا عن الدولة بدليل وجود وزارة تهتم بشؤون الدين الإسلامي وباقي الأديان.

## المسلمون
تقوم الحكومة الجزائرية عبر وزارة الشؤون الدينية الجزائرية بتسيير كل ما يتعلق بالدين الإسلامي في الجزائر وأساسا ما يدور داخل المساجد فكل المساجد على أرض الجمهورية تابعة للوزارة لمكلفة فهي تقوم بتسيير شؤون المساجد من تعيين الأئمة في المساجد والمؤذنين وتأطيرهم ودعمهم بمفتشين ومحفضين للقرآن وترسل لهم التوجيهات في الخطب بمراعاة الخطوط العريضة منها، وتتكفل بالأمور التأديبية في حال مخالفة الأئمة سياسة الوزارة في المساجد أو حتي في حال قام رواد المسجد بمعارضة الإمام فتقوم بتغييره نزولا عند رغبتهم ويوضع آخرين مقربون من أفكارهم وقناعاتهم.
مثلا في غرداية ومساجدها الإباضية لا يؤمها أئمة مالكيون
لأسباب أمنية تعود للعشرية السوداء تراقب الدولة المساجد كما انها تمنع تحويلها إلى مكان للاجتماعات العامة خارج أوقات الصلاة، مخالة النظام الداخلي للمساجد قد يعرض مباشرة الأئمة في بعض الأحيان لعقوبات تأديبية من قبل وزارة الشؤون الدينية.
التنقيحات التي تم إقرارها في القانون الجزائي سنة 2001 فرضت عقوبات قاسية تصل إلى الغرامات أو حتى السجن لأي إمام يقوم بمهامه داخل مسجد دون الحصول على ترخيص مسبق للعمل من الدولة. وتتعاون وزارة الشؤون الدينية مع الأئمة في عدة مناطق من البلاد للحد من التطرف الديني خاصة بعد صدور تقارير أمنية تؤكد دعوة بعض اتباع التيار السلفي لمقاطعة بعض الأئمة والصلوات إضافة إلى تقسيم المساجد بين اتباع هع هذا التيار وغيرهم والخلافات بين السلفيين والآخرين حول الحق في تقديم الدروس الدينية والوعظ وعقد الملتقيات
ويعاقب القانون الأئمة الغير مرخص لهم وحتى المرخص لهم بالعمل إذا حرضوا على العنف أو قاموا بأعمال منافية للأخلاق وتهدد الأمن العام ولا يحدد التعديل في القانو نالجزائي أفرادا أو تيار معينا وللحكومة حق في الرقابة على الخطب في المساجد وعموما لا تمارس هذه الرقابة على غير المسلمين
وفي سنة 2003 قامت الحكومة بمعاقبة بعض الأئمة عقب خطب اعتبرتها تحريضية أثر الزلزال الذي ضرب مدينة بومرداس الجزائرية وذلك لتأويلات للقرآن عدتها مهددة للتماسك والأمن العامين وتقوم وزارة الشؤون الدينية بتقديم بعض الدعم المالي لدور العبادة الإسلامية وذلك سعيا لفرض سيطرتها الكاملة عليها وعلى بعض المؤسسات التعليمية الدينية التابعة للحكومة.

## غير مسلمين

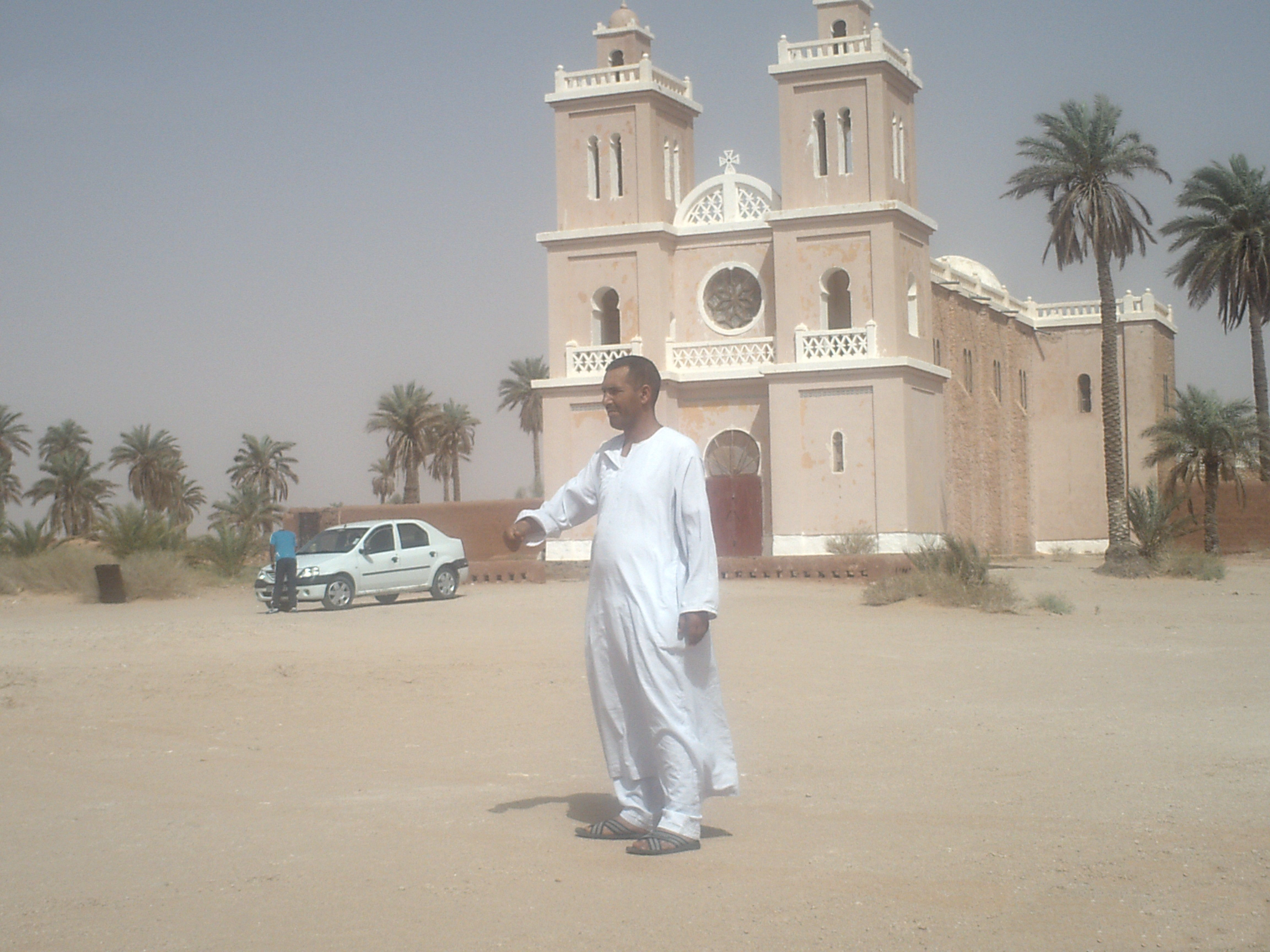
كنيسة الأب فوكو المنيعة

يلعب الدين دورا هاما في المجتمع الجزائري. فهو يساهم في الحفاظ على تجانس المجتمع. أن تكون جزائريا يعني وجوبا أن تكون مسلما. ولكن في الحقيقة الامر يختلف، بعدم وجود إحصاءات دقيقة فاللادينيين يوجدون باعداد واضحة في منطقة القبائل أين يتمتعون بقدر أكبر من التسامح وحتى الدعم ولكن في بقية المناطق يميل هؤلاء أكثر إلى الحذر ويتجنبون التعبير عن أرائهم العقائدية
تدريس الدين الإسلامي هو مادة إجبارية في المؤسسات التعليمية للدولة الجزائرية العمومية أو الخاصة فكل المتمدرسون يجب عليهم دراسة المقرر دون النظر لاعتقاداته.
لا يمكن للمرأة المسلمة ان تتزوج من رجل غير مسلم. حيث لا يعترف القانون الجزائري بذلك ويصبح الزواج باطلا إن ارتد الزوج عن الدين الإسلامي حسب مدونة الأسرة
في أثناء العشرية السوداء أتت معظم التهديدات الامنية لغير المسلمين من قبل الجماعة الإسلامية المسلحة وهي منظمة إرهابية - تم الحد من نشاطها بصفة كاملة بعد 2001 - فهي كانت لتأسيس دولة إسلامية بقوة السلاح معتبرتا كل من يعارض أفكارها كافرا وخارجا عن الملة. رغم ان غالبية الجزائريين متسامحون مع الأقليات الأخرى والمجتمع المدني من سياسيين وإعلاميين وإسلاميين المعتدلين يصرح علنا ويندد باعمال العنف التي ترتكب باسم الإسلام 

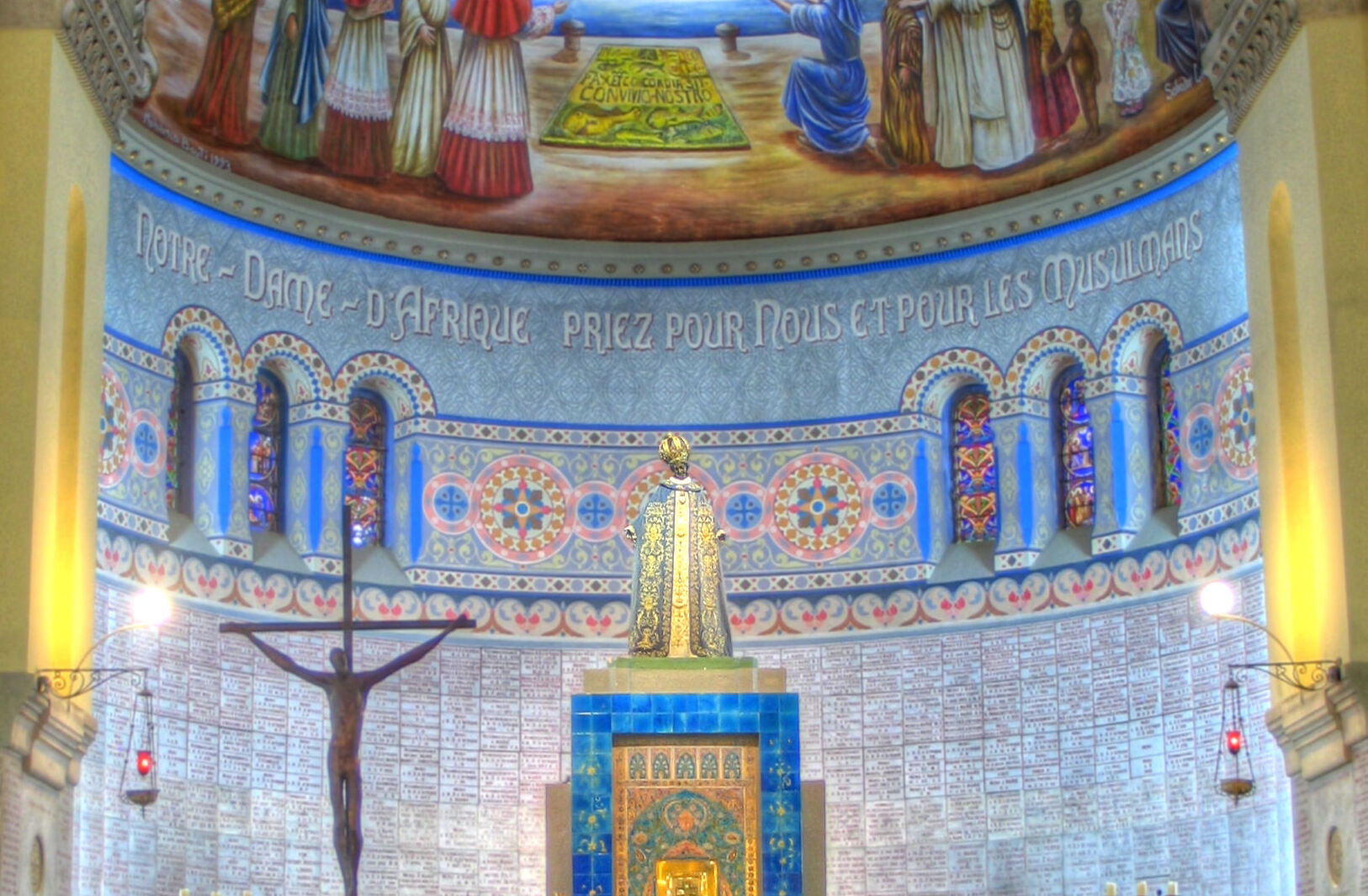
داخل السيدة الإفريقية 2007 في اعالي العاصمة مكتوب صلو لنا وللمسلمين

يسمح للجماعات التبشيرية بالقيام باعمال إنسانية طالما حافظوا على الطابع الإنساني في عملهم ولم يقوموا بالتبشير علنا. وإن خالفوا ذلك يتم في بعض الأحيان القبض عليهم وفي أحيان أخرى إخلاء سبيلهم كما تبقى العديد من الكنائس المنزلية على إتصال بالحكومة ولا توجد حالات اعتداء جدية مسجلة حتى الآن
تناول الطعام علنا في شهر رمضان غير قانوني نص القانون رقم 07 ـ 09 الصادر سنة 2001، المعدل والمتمم للقانون العقوبات سنة 1966، ولكن حالة العداء من قبل الجزائريين تبقى موجودة لهذا التصرف. باستثناء منطقة القبائل وبشكل عام معظم المطاعم تغلق أثناء شهر رمضان
الإسائة للرسول محمد تعتبر قانونا تهمة جنائية وتصل عقوبتها إلى 5 سنوات سجناوغرامة ثقيلة
غير المواطنين والأجانب الغير مسلمين يتمتعون بقدر عال من التسامح داخل المجتمع الجزائري غير أن المرتدين على الإسلامين أو المتحولين للديانة المسيحية أو اليهودية يتحولون إلى منبوذين من قبل أسرهم والمجتمع كما يصبحون معرضين لإعتدائات الراديكاليين